# Frederik Güldencrone
 Ikke at forveksle med Christian Güldencrone (amtsforvalter).
Christian Frederik lensbaron Güldencrone (3. juli 1741 på Gut Rethwisch – 10. november 1788 i Wien) var en dansk godsejer og diplomat.
Han var søn af lensbaron Matthias Güldencrone. Efter faderens død arvede han dennes ejendomme, både baroniet Wilhelmsborg, Østergård og Moesgård i Jylland samt ligeledes hans holstenske godser. Han blev kammerjunker 1759 og kammerherre 1766. Imidlertid var han 1765 blevet knyttet til Tyske Kancelli som medlem af "den ugentlige Session". Her fra blev han i foråret 1771 forflyttet til envoyé og ministre plénipotentiaire i Stockholm. Han havde derved påtaget sig at følge den struenseeske politik, der gik ud på, at Danmark ikke skulle blande sig i de partikampe, som Sverige dengang var skuepladsen for. Åbenbart harmfuld over, at han havde taget imod udnævnelsen, skrev J.H.E. Bernstorff derom: "Det er en vanskelig Opgave for en begynder, og han løber den risiko, at hele Folket Aarhundreder igjennem vil komme til at lide under Følgerne af de Fejl, han maaske kommer til at begaa". For Güldencrone selv, der nok havde lyst til at spille en rolle, blev det snart utåleligt at skulle være passiv tilskuer til brydningerne i Sverige, og han følte, at både den engelske og endnu mere den russiske statsafsending i Stockholm så skævt til ham, fordi han ikke måtte arbejde sammen med dem. Heri skete der dog snart en forandring, da Struensee efterhånden begyndte at nærme sig Rusland, men endnu mere efter denne statsmands fald. Fra nu af blev det Güldencrones opgave sammen med de russiske diplomater at modarbejde Gustav III så meget som muligt. Men efter at denne havde foretaget sit kendte statskup 19. august 1772, måtte det snart blive Güldencrone klart, at stemningen hos flertallet af svenskerne var alt for gunstig imod deres konge, til at det skulle være muligt at skabe et kraftigt parti imod ham. Han må siges at have set rigtigt på forholdene og i det hele at have givet sin regering et pålideligt billede af disse; men højst besynderligt tager det sig ud at se ham, den enevældige dansk-norske konges håndgangne mand, jævnlig udtale sig med stor bitterhed, ja endog med ringeagt om svenskerne, fordi de ikke havde frihedssans nok til at modsætte sig deres konges myndige regeringsmåde. Måske hang det sammen med A.P. Bernstorffs afskedigelse i november 1780, at han kort efter blev kaldt tilbage fra sin diplomatiske stilling og gjort til stiftamtmand i Aarhus Stift og amtmand over Havreballegård og Stjernholm Amter (1781). Men efter regeringsforandringen 1784 sendte Bernstorff ham til Wien som envoyé, og han var her i de nærmest følgende år. 10. november 1788 døde han.
Imidlertid var han 1774 blevet Ridder af Dannebrog og 1779 gehejmeråd. Ved at få bolig i Aarhus var han kommet sine godser nær; men disse var bragt i slet tilstand under hans fraværelse, og det lykkedes ham ikke at hjælpe dem i vejret. Ved hans død blev hans bo erklæret fallit. Güldencrone ansås almindeligt for en frisindet mand og var blandt de store jorddrotter, der 1768 over for Generallandvæsenskollegiet stærkt tilrådede gennemførelsen af vidtrækkende landboreformer.
Han blev 1763 gift med Marie Salome von Gambs (28. marts 1743 i Strasbourg – 17. marts 1822 i Aarhus), datter af politiassessor, lic.juris Johann Sebastian von Gambs (1686-1759) og Marie Salome Sachs (1712-1787, gift 1. gang 1737 med dr.med. August Kencker). Han efterlod sig 2 sønner og 4 døtre, af hvilke den ældste var Frederik Julius Christian Güldencrone. Til litteraturen har han givet et lille bidrag ved en i Altona 1760 udgivet Rede bei der Dänen Jubelfeier.
Han er afbildet på familiemaleri af L. Lønberg ca. 1787. Pastel af Gustaf Lundberg.